# 田一井
田一井（1567年—？），字尚助，號平野，北直隸保定府安州人，明朝政治人物。

## 生平
萬曆十九年（1591年）辛卯科順天鄉試第十七名舉人，二十九年（1601年）辛丑科進士。工部觀政，三十三年釋褐為戶部主事，三十四年（1606年）四月以上疏历诋吏部尚书杨时乔、兵部尚书萧大亨、户部尚书赵世卿，左迁河東運判。三十八年丁憂，四十年補两浙運判，四十二年升户部浙江司主事，管通州仓，四十七年升郎中，天啓二年出為山東按察副使，本年致仕。崇禎九年（1636年）八月，清軍陷濡陽，田氏一家遂遭橫禍，子女死者八人，以第五子田之龍妻成氏死最烈。孫承宗為其作《明安州田烈婦成氏墓誌銘》。